# St. Marien (Ronneburg)

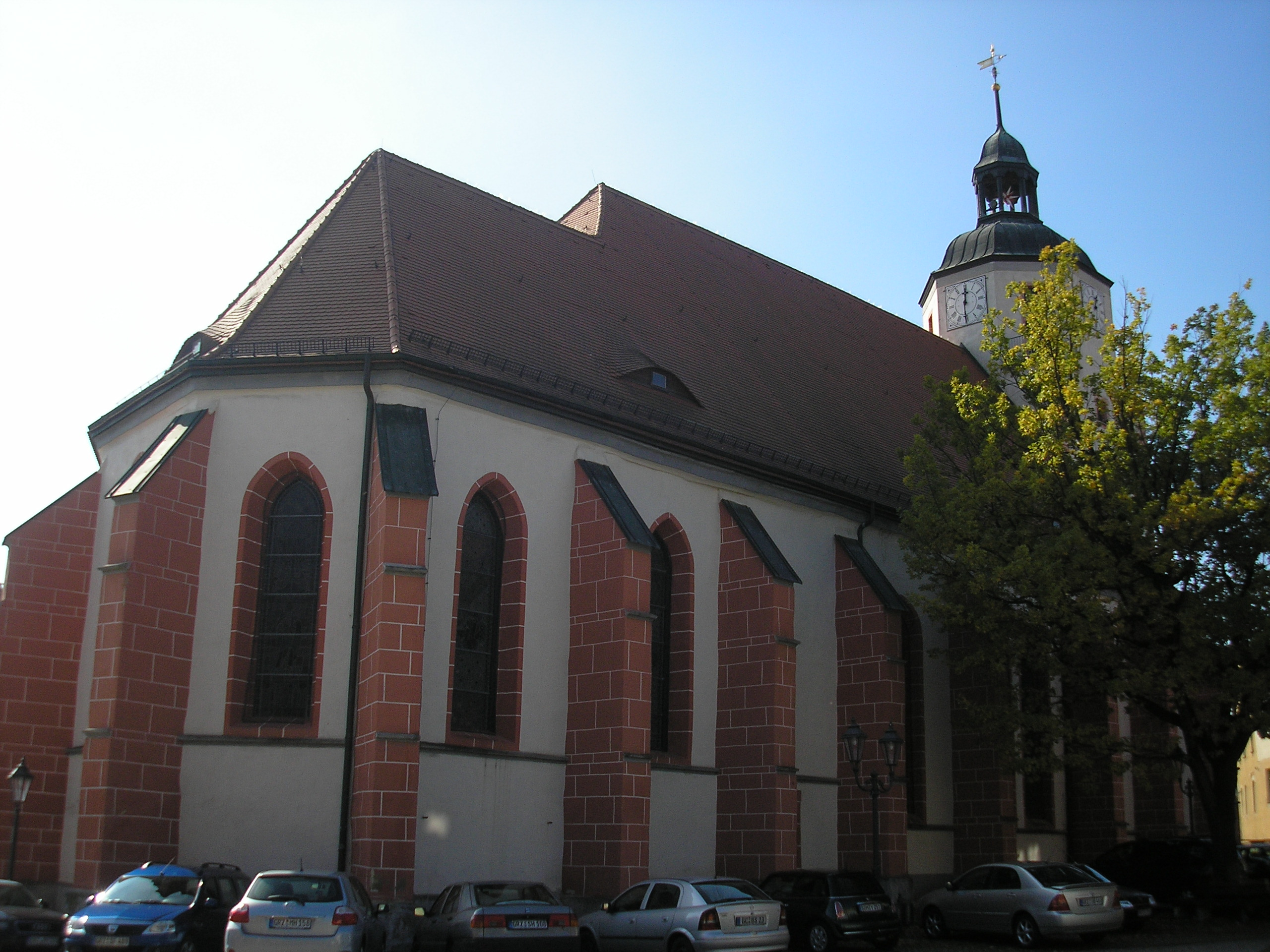
Die Stadtkirche St. Marien

Die evangelische Stadtkirche St. Marien steht am Kirchplatz in der Stadt Ronneburg im Landkreis Greiz in Thüringen.

## Geschichte
Die Kirche soll bereits 1237 existiert haben. 1665 fiel sie einem Großbrand  zum Opfer und wurde bis 1666 wieder aufgebaut. In der Sakristei, dem ältesten erhaltenen Teil der Kirche, befindet sich ein Kreuzgewölbe. 1876 bekam das Haus eine Ladegastorgel.
Der etwa 30 Meter hohe spätgotische Turm mit seiner achtseitigen Turmkrone ist das Wahrzeichen der Stadt. Sein oberer Teil wurde 1987 bis 1989 abgerissen und wieder aufgebaut. In den Jahren 1990 bis 1997 sowie 2013 fanden weitere Instandsetzungsmaßnahmen innen und außen statt.
Der Glockenstuhl wurde 2008 saniert.